# 杜布里夫卡 (兹维亚海尔区)
50°20′47″N 27°24′52″E / 50.34639°N 27.41444°E
杜布里夫卡（烏克蘭語：Дубрівка），是烏克蘭北部日托米爾州茲維亞赫爾區杜布里夫卡市镇内的村落及其行政中心。始建於1585年，面積43.16平方公里，2001年人口2,437，人口密度每平方公里270.78人。